# Szabolcs Mezei
Szabolcs Mezei (Békéscsaba, 18 ottobre 2000) è un calciatore ungherese, centrocampista del TSC Bačka Topola.

## Caratteristiche tecniche
È un centrocampista centrale.

## Carriera

### Club
Cresciuto nel settore giovanile dell'MTK Budapest, nel 2018 viene ceduto in prestito al Békéscsaba dove debutta il 29 luglio in occasione dell'incontro di Nemzeti Bajnokság II vinto 3-0 contro il MTE 1904.

### Nazionale
Nel 2021 viene convocato dalla nazionale under-21 per il campionato europeo di categoria.

## Statistiche
Statistiche aggiornate al 24 marzo 2021.

### Presenze e reti nei club
| Stagione            | Squadra             | Campionato          | Campionato | Campionato | Coppe nazionali | Coppe nazionali | Coppe nazionali | Coppe continentali | Coppe continentali | Coppe continentali | Altre coppe | Altre coppe | Altre coppe | Totale | Totale | Totale |
| Stagione            | Squadra             | Comp                | Pres       | Reti       | Comp            | Pres            | Reti            | Comp               | Pres               | Reti               | Comp        | Pres        | Reti        | Pres   | Reti   |        |
| ------------------- | ------------------- | ------------------- | ---------- | ---------- | --------------- | --------------- | --------------- | ------------------ | ------------------ | ------------------ | ----------- | ----------- | ----------- | ------ | ------ | ------ |
| 2018-2019           | Békéscsaba          | NB2                 | 36         | 1          | CU              | 0               | 0               |                    | -                  | -                  |             | -           | -           | 36     | 1      |        |
| 2019-2020           | MTK Budapest        | NB2                 | 24         | 0          | CU              | 5               | 0               |                    | -                  | -                  |             | -           | -           | 29     | 0      |        |
| 2020-2021           | MTK Budapest        | NB1                 | 26         | 1          | CU              | 5               | 2               |                    | -                  | -                  |             | -           | -           | 31     | 3      |        |
| 2021-2022           | MTK Budapest        | NB1                 | 25         | 1          | CU              | 1               | 0               |                    | -                  | -                  |             | -           | -           | 26     | 1      |        |
| 2022-2023           | MTK Budapest        | NB1                 | 19         | 0          | CU              | 0               | 0               |                    | -                  | -                  |             | -           | -           | 19     | 0      |        |
| Totale MTK Budapest | Totale MTK Budapest | Totale MTK Budapest | 94         | 2          |                 | 11              | 2               |                    | -                  | -                  |             | -           | -           | 105    | 4      |        |
| Totale carriera     | Totale carriera     | Totale carriera     | 130        | 3          |                 | 11              | 2               |                    | -                  | -                  |             | -           | -           | 141    | 5      |        |

## Palmarès

### Club

#### Competizioni nazionali
- Nemzeti Bajnokság II: 1

MTK Budapest: 2019-2020
- Coppa d'Ungheria: 2

Paks: 2023-2024, 2024-2025